# Malasangre
Malasangre ist eine 2000 gegründete Funeral-Doom- und Sludge-Band.

## Geschichte
Malasangre wurde 2000 von fünf in der Band unter Pseudonymen agierenden und nur zum Teil namentlich bekannten Musiker in Voghera gegründet. Die einem Hardcore-Punk-Kontext entstammende Band veröffentlichte 2002 das Album A Bad Trip to… über Red Sun, im Jahr darauf erschien das Demo Inversus, das 2005 über NOTHingness REcords wiederveröffentlicht wurde. Zwischen den beiden Veröffentlichungen von Inversus beteiligte sich die Band an der Split-EP Church of the Flagellation mit Bunkur, Stabar Mater und The Sad Sun, die über Catacomb Records veröffentlicht wurde. Seither bestritt die Band eine Reihe Auftritte bei diversen europäischen Festivals, darunter das Ashes to Ashes, Doom to Dust Festival 2004 und die Dutch Doom Days 2007. Nach der zweiten Veröffentlichung von Inversus blieben weitere Veröffentlichungen bis zum Jahr 2012 aus. Mit Lux Deerit Soli erschien 2012 dann ein weiteres Album über I, Voidhanger Records. Insbesondere das über I, Voidhanger veröffentlichte Album wurde weitreichend rezipiert und lobend hervorgehoben.

## Stil
Die von Malasangre gespielte Musik wird als schwer zu kategorisieren beschrieben. Sie gilt als ein psychedelischer Crossover aus Sludge und Funeral Doom mit Anleihen an Stoner Doom, Drone Doom und Black Metal. Zum Vergleich wird häufig auf Electric Wizard verwiesen.
Das Webzine Doom-Metal.com beschreibt die Musik als „kranke und verzerrte Schreie die von einer langsamen Trauermusik begleitet werden“. Die Musik wird als „repetitiver Primitivismus und Minimalismus der nahezu keine Variation“ zulasse beschrieben. Die Mischung aus Funeral Doom und Sludge lasse in einem dauerhaft reduzierten Tempo „wenig Platz für Melodien, Keyboards oder Soli“. Hervorstechend sei indes, dass die Band trotz der Reduzierung sich einen „ausgeprägten Erfindungsreichtum bewahre“.

## Diskografie
- 2002: A Bad Trip to… (Album, Red Sun)
- 2003: Inversus (Demo, Selbstverlag, 2005 als Album über NOTHingness REcords wiederveröffentlicht)
- 2004: Church of the Flagellation (Split-EP mit Bunkur, Stabar Mater und The Sad Sun, Catacomb Records)
- 2012: Lux Deerit Soli (Album, I, Voidhanger Records)